# Agonum nigrum
Agonum nigrum — вид жуков из семейства жужелиц и подсемейства Platyninae.

## Распространение
Обитают в Европе, Северной Африке и Азии.

## Описание
Жук длиной от 7 до 8 мм, чёрный, первый сегмент усиков, ноги и эпиплевры бурые. Основание переднеспинки по бокам сильно прямолинейно скошено. Задние лапки по бокам с бороздками. Тело с металлическим блеском.